# Inver Grove Heights
Inver Grove Heights ist eine Stadt im US-Bundesstaat Minnesota. Sie ist im Dakota County gelegen. Das U.S. Census Bureau hat bei der Volkszählung 2020 eine Einwohnerzahl von 35.801 ermittelt.

## Geografie
Inver Grove Heights gehört zur Metropolregion Minneapolis–Saint Paul im Mittleren Westen der Vereinigten Staaten. Die Stadt liegt etwa 14 Kilometer südöstlich von St. Paul. Der Mississippi River verläuft im Osten der Stadt und dient dort als Stadtgrenze.
Nach Angaben des United States Census Bureau beträgt die Fläche der Stadt 78,0 Quadratkilometer, davon sind 3,8 Quadratkilometer Wasserflächen.

## Geschichte
Nach dem Vertrag von Traverse des Sioux begann in den 1850er Jahren die Besiedlung der Gegend. Überwiegend deutsche und irische Einwanderer ließen sich dort nieder und bildeten eine Gemeinschaft. Die Iren nutzen das Land rund um das Rich Valley zur Landwirtschaft, während sich die Deutschen an den Waldgebieten um die Seen im Nordwesten der heutigen Stadt niederließen und diese kultivierten. 1858 wurde ein Township eingerichtet. Bis 1880 entstanden in dem Ort 240 Farmen, vier Kirchen und vier Schulbezirke.
Nachdem 1909 innerhalb des Townships ein Village gegründet worden war, wurde am 11. März 1965 aus den Gebieten des Townships und der Village die Stadt Inver Grove Heights gebildet.

### Bevölkerungsentwicklung
| 1970   | 1980   | 1990   | 2000   | 2010   | 2020   |
| ------ | ------ | ------ | ------ | ------ | ------ |
| 12.148 | 17.171 | 22.477 | 29.751 | 33.880 | 35.801 |

## Demografische Daten
Nach den Angaben der Volkszählung 2000 leben in Inver Grove Heights 29.751 Menschen in 11.257 Haushalten und 7.924 Familien. Ethnisch betrachtet setzt sich die Bevölkerung aus 91,8 Prozent weißer Bevölkerung, 2,1 Prozent Afroamerikanern, 2,0 Prozent asiatischen Amerikanern sowie anderen kleineren oder mehreren Gruppen zusammen. 4,2 Prozent der Einwohner zählen sich zu den Hispanics.
In 37,3 % der 11.257 Haushalte leben Kinder unter 18 Jahren, in 56,4 % leben verheiratete Ehepaare, in 10,3 % leben weibliche Singles und 29,6 % sind keine familiären Haushalte. 21,5 % aller Haushalte bestehen ausschließlich aus einer einzelnen Person und in 4,7 % leben Alleinstehende über 65 Jahre. Die durchschnittliche Haushaltsgröße liegt bei 2,62 Personen, die von Familien bei 3,09.
Auf die gesamte Stadt bezogen setzt sich die Bevölkerung zusammen aus 27,3 % Einwohnern unter 18 Jahren, 9,2 % zwischen 18 und 24 Jahren, 33,9 % zwischen 25 und 44 Jahren, 21,7 % zwischen 45 und 64 Jahren und 7,8 % über 65 Jahren. Der Median beträgt 34 Jahre. Etwa 50,5 % der Bevölkerung ist weiblich.
Der Median des Einkommens eines Haushaltes beträgt 59.090 USD, der einer Familie 68.629 USD. Das Pro-Kopf-Einkommen liegt bei 25.493 USD. Etwa 4,2 % der Bevölkerung und 3,0 % der Familien leben unterhalb der Armutsgrenze.

## Verkehr
Der Interstate Highway 494 verläuft durch den Norden von Inver Grove Heights. Wichtige Hauptverkehrsstraßen sind außerdem der U.S. Highway 52 und die Minnesota State Route 55. Weiterhin führen Eisenbahnlinien der Soo Line und Union Pacific Railroad durch Inver Grove Heights.
Der nächstgelegene Flugplatz ist der South St. Paul Municipal Airport in South St. Paul. Der Minneapolis-Saint Paul International Airport befindet sich rund 13 Kilometer nordwestlich der Stadt.